# 초성신 시리즈
초성신 시리즈(일본어: 超星神シリーズ)는 '초성신 그란세이저'에서 시작하는 도호 제작의 특수촬영 TV 프로그램 시리즈의 호칭. 2003년 10월부터 2006년 6월까지 TV 도쿄계열 외, 일본 전국의 대부분 지역의 타계열국에서 방송되고 있었다.

## 개요
다른 주요 특촬 히어로 작품은 반다이가 메인 스폰서이지만, 본 시리즈는 히어로 완구 시장에 진출한 코나미가 처음으로 메인 스폰서를 맡은 특촬 히어로 프로그램이다.
또, 본시리즈는「고질라 vs 비올란테」 이후의 「헤이세이 고질라 시리즈」의 감독을 맡았던 카와키타 코이치가, 도호를 정년퇴직 후, 주식회사 드림·플래닛·재팬을 설립하고 처음으로 본격적으로 다룬 텔레비전 작품으로서도 화제가 되었다. 가와키타는 본 시리즈에서는 3편 모두의 감독을 맡고 있다.
관련 상품 전개에서 <초성신 그란세이저> <환성신 저스티라이저>와 거의 같은 시기에 방영되었던 울트라 시리즈의 울트라맨 넥서스와 가면라이더 시리즈의 가면라이더 블레이드이 진지한 스토리 노선을 채택한 결과 아동층에게 받아들여지지 않고 고전을 면치 못한 것과는 대조적으로 본 시리즈는 인기를 끌었다. TV 아사히 계열의 슈퍼 전대 시리즈와 가면라이더 시리즈는 본 시리즈에 대한 대항 조치로서 양 프로그램 틀을 슈퍼 히어로 타임으로 설정하여 양 시리즈의 연계를 강화하고 있다.
등장 괴수의 디자인에 대해서는 의도적으로 고지라 시리즈 등 토호 괴수와 흡사한 것이 많다. 또한 도호의 창고에 보관되었던 요성고라스, 고질라 시리즈, 안녕쥬피터와 같은 도호특촬영화의 미니어처도 다수가 유용되었다. 또한 히어로 측에 대해서는 변신 후 모습일 때 변신자의 목소리에 확성기를 통한 것 같은 강한 이펙트가 걸려 있었다.
각 시리즈 공통의 점은 변신시의 「장착」, 로봇을 탈 때의 「다이브인」등이 있다.
극 중에서는 1편인 「초성신 그란세이저」와 후의 2편이 동일 세계인 것으로부터, 같은 등장인물이나 괴수가 게스트로 출연하는 것을 확인 수 있다(「극장판 초성함대 세이저X 싸워라!별의 전사들」등).
본작에 출연한 배우진은, 후년의 특촬 작품에도 출연 실적을 남기고 있다( 「환성신 저스티라이저」의 진노 시로역의 하오카 가즈키, 「초성함대 세이저 X」의 케인역의 미우라 료스케, 아드역의 신도 마나부등).
촬영은 기본적으로 비디오 촬영으로 행해지고 있지만, 특촬 장면에서는 16밀리 필름이나 35밀리 필름도 병용되고 있어 편집에서 비디오 화질과 톤을 맞추고 있다. 필름의 사용에 대해 특별 촬영의 촬영을 담당한 사쿠라이 케이이치는 하이 스피드 촬영이 가능하다는 점과 트리밍에 의해 부분적으로 사용하는 것이 가능하다는 점 등의 장점을 들고 있다.

## 작품 소개
- 《초성신 그란세이저》
- 《환성신 저스티라이저》
- 《초성함대 세이저X》

## 같이 보기
- 슈퍼 전대
- 가면라이더
- 메탈 히어로 시리즈
- 울트라 시리즈
- 파워레인저
- 토미카히어로 시리즈